# 접다발

유클리드 평면에 매장된 원의 접다발의 형상화.

3차원 유클리드 공간에 매장된 구의 접공간은 유클리드 공간 속의 평면으로 형상화된다.

미분기하학에서, 매끄러운 다양체의 접다발(接-, 영어: tangent bundle)은 각 점 위의 접공간들의 서로소 합집합들로 구성된 벡터 다발이다.

## 정의
{\displaystyle M}이 {\displaystyle n}차원 매끄러운 다양체라고 하고, 그 매끄러운 국소 좌표계
{\displaystyle (U_{i},\phi _{i}\colon U_{i}\to \mathbb {R} ^{n})_{i\in I}}
가 주어졌다고 하자 ({\displaystyle (U_{i})_{\in I}}는 {\displaystyle M}의 열린 덮개).
그렇다면, {\displaystyle M}의 접다발은 다음과 같은 위상 공간이다.
{\displaystyle \mathrm {T} M={\frac {\bigsqcup _{i\in I}U_{i}\times \mathbb {R} ^{n}}{\sim }}}
여기서, 각 성분들을 이어붙이는 동치 관계 {\displaystyle \sim }은 다음과 같다.
{\displaystyle (x,u)\sim (x,v)\iff \forall \mu \in \{1,\ldots ,n\}\colon u^{\mu }=\sum _{\nu =1}^{n}v^{\nu }{\frac {\partial \phi _{i}(x)^{\mu }}{\partial \phi _{j}(x)^{\nu }}}\qquad \forall i,j\in I,\;x\in U_{i}\cap U_{j},\;u,v\in \mathbb {R} ^{n}}
여기서 {\displaystyle \phi _{i}(x)^{\mu }}는 {\displaystyle \phi _{i}(x)\in \mathbb {R} ^{n}}의 {\displaystyle \mu }번째 성분이다.
그렇다면, 이는 자연스러운 사영 사상
{\displaystyle \pi \colon \mathrm {T} M\twoheadrightarrow M}
{\displaystyle \pi \colon [(x,v)]\mapsto x}
을 통해 {\displaystyle M} 위의 매끄러운 벡터 다발을 이룬다.
{\displaystyle x\in M}의 접공간(接空間, 영어: tangent space) {\displaystyle \mathrm {T} _{x}M}은 접다발의 올이다. 만약 {\displaystyle M}에서 어떤 유클리드 공간으로의 (매끄러운) 몰입이 주어졌다면, 이는 {\displaystyle M}에 "접하는" {\displaystyle n}차원 초평면으로 여길 수 있다.
매끄러운 다양체 {\displaystyle M}의 접다발의 쌍대 벡터 다발 {\displaystyle \mathrm {T} ^{*}M}을 공변접다발(共變接- 영어: cotangent bundle) 또는 여접다발(餘接-)이라고 한다. 이는 보다 직접적으로
{\displaystyle \mathrm {T} ^{*}M={\frac {\bigsqcup _{i\in I}U_{i}\times \mathbb {R} ^{n}}{\sim '}}}
{\displaystyle (x,u)\sim '(x,v)\iff \forall \mu \in \{1,\ldots ,n\}\colon u_{\mu }=\sum _{\nu =1}^{n}v_{\nu }{\frac {\partial \phi _{j}(x)^{\nu }}{\partial \phi _{i}(x)^{\mu }}}\qquad \forall i,j\in I,\;x\in U_{i}\cap U_{j},\;u,v\in \mathbb {R} ^{n}}
와 같이 정의될 수 있다. 마찬가지로, {\displaystyle x\in M}의 공변접공간(共變接空間, 영어: cotangent space) {\displaystyle \mathrm {T} _{x}^{*}M}은 공변접다발의 올이다.

### 벡터장과 텐서장
{\displaystyle M}의 접다발 {\displaystyle \mathrm {T} M}의 매끄러운 단면을 벡터장이라고 한다.
{\displaystyle M}의 공변접다발 {\displaystyle \mathrm {T} ^{*}M}의 매끄러운 단면을 1차 미분 형식이라고 한다.
{\displaystyle M}의 접다발과 공변접다발들의 텐서곱
{\displaystyle \overbrace {\mathrm {T} M\otimes \cdots \mathrm {T} M} ^{p}\otimes \overbrace {\mathrm {T} ^{*}M\otimes \cdots \otimes \mathrm {T} ^{*}M} ^{q}}
의 매끄러운 단면을 {\displaystyle (p,q)}차 텐서장이라고 한다.

## 예
만약 어떤 매끄러운 다양체 {\displaystyle M}의 (공변)접다발이 자명한 벡터 다발이라면, {\displaystyle M}을 평행화 가능 다양체(영어: parallelizable manifold)라고 한다. 초구 {\displaystyle \mathbb {S} ^{n}} 가운데 평행화 가능 다양체인 것은 {\displaystyle \mathbb {S} ^{0}}, {\displaystyle \mathbb {S} ^{1}}, {\displaystyle \mathbb {S} ^{3}}, {\displaystyle \mathbb {S} ^{7}} 밖에 없다.
모든 3차원 가향 다양체는 평행화 가능 다양체이다.

### 리만 다양체
준 리만 다양체 {\displaystyle (M,g)}의 경우, 각 점 {\displaystyle x\in M}에서 접다발과 공변접다발 사이의 동형 사상
{\displaystyle (-)^{\flat }\colon \mathrm {T} _{x}M\to \mathrm {T} _{x}^{*}M}
{\displaystyle (-)^{\flat }\colon v\mapsto g(v,-)}
{\displaystyle (-)^{\sharp }\colon \mathrm {T} _{x}^{*}M\to \mathrm {T} _{x}M}
{\displaystyle (-)^{\sharp }\colon g(v,-)\mapsto v}
이 존재하며, 이는 접다발과 공변접다발 사이의 매끄러운 벡터 다발 동형 사상을 정의한다. 이를 음악 동형(音樂同形, 영어: musical isomorphism)이라고 한다.
여기서 "음악"이라는 어원은 악보의 올림표(♯)와 내림표(♭) 기호를 사용하기 때문이다. 이러한 기호를 사용하는 이유는, 보통 접다발의 단면은 윗첨자({\displaystyle ^{\mu }}), 공변접다발의 단면은 아랫첨자({\displaystyle _{\mu }})로 표기하므로, {\displaystyle (-)^{\flat }}은 윗첨자를 아랫첨자로 "내리고", {\displaystyle (-)^{\sharp }}는 아랫첨자를 윗첨자로 "올리기" 때문이다.

## 참고 문헌
- Chern, Shiing-Shen; Chen, Wei-Huan; Lam, Kai-Shue (1999년 11월). 《Lectures on differential geometry》. Series on University Mathematics (영어) 1. World Scientific. doi:10.1142/3812. ISBN 978-981-02-3494-2.

## 같이 보기
- 공변접다발
- 미분 사상
- 틀다발